# Brikama Area Council
Der Brikama Area Council (BAC) ist der Regionalrat der West Coast Region im westafrikanischen Staat Gambia mit Sitz in Brikama. Den Rat führt ein Vorsitzender (englisch Chairman) an. Seit den Regionalwahlen in Gambia im Mai 2023 ist Yankuba Darboe (United Democratic Party) Amtsinhaber. Zuvor hatte Sheriffo Sonko (ebenfalls UDP) seit den Regionalwahlen in Gambia 2018 diese Position inne.

## Geschichte
Bei den Regionalwahlen 2018 sind folgende Ratsmitglieder gewählt: Hamadi Tamba (APRC), Modou Lamin Sanyang (APRC), Mariama Krubally (APRC), Araba Bojang (APRC), Yuba B. K. Jarju (APRC), Essa Bojang (APRC), Sainey Jarjou (APRC), Mariama Manga (APRC), Ismalla Badjie (APRC), Alieu Gibba (APRC), Momodou Bojang (UDP), Bubacarr M. Kanteh (UDP), Momodou Charreh Jibba (UDP), Bala Musa Darboe (UDP), Lamin Dibba (UDP), Ousman Bah (UDP), Lamin Sanyang (UDP), Abdoulie Camara (UDP), Sulayman Kinteh (UDP), Alhagie Sowe (GDC), Fatou Jallow (APRC), Bilal Faal (UDP), Abie Bangura (UDP), Mbemba Touray (UDP), Alieu K. Darboe (UDP), Ansu B. O. Nyass (UDP), Ismaila Jallow (UDP) und Lamin Jarju (APRC).